# Thalasseus acuflavidus
Il beccapesci americano (Thalasseus acuflavidus, Cabot, 1847) è un uccello della sottofamiglia Sterninae nella famiglia Laridae.

## Sistematica
La specie è suddivisa in due sottospecie:
- Thalasseus acuflavidus acuflavidus (Cabot, 1847) - sottospecie nominale, risiede dall'America del nord orientale sino al sud dei Caraibi.
- Thalasseus acuflavidus eurygnathus (H.Saunders, 1876)